# 鹿島勇
鹿島 勇（かしま いさむ、1947年10月7日 - ）は、日本の歯科医師、歯学者。神奈川歯科大学理事長。デジタルX線画像情報や骨粗鬆症の研究で知られる。

## 経歴
宮崎県門川町出身。神奈川歯科大学大学院を卒業。1980年よりカリフォルニア大学ロサンゼルス校に留学。1982年、アメリカ顎顔面放射線専門医認定試験に合格。1990年、神奈川歯科大学放射線学教室教授となる。
1979年神奈川歯科大学　歯学博士　論文の題は「動物腫瘍への67Ga取り込みに及ぼす放射線照射の影響」。 
NASAや宇宙開発事業団との共同研究で宇宙ステーションミールでのカエルの実験、宇宙から持って帰ったイモリやヒヨコの骨の解析を行った。
2025年4月、春の叙勲で旭日中綬章を受章した。

## 所属学会[5][6]
- 国際顎顔面放射線学会
- 日本歯科医学会（評議員　任期：平成18年4月1日～平成21年3月31日[7]）
- 特定非営利活動法人日本歯科放射線学会（理事[8]・指導医[9]・専門医[10]）
- 特定非営利活動法人日本口腔科学会（評議員[11]）
- 有限責任中間法人日本小児歯科学会
- 日本口腔診断学会
- 有限責任中間法人日本顎関節学会
- 有限責任中間法人日本障害者歯科学会
- 日本歯周病学会
- 日本歯科保存学会
- 日本骨代謝学会
- 日本核医学会
- 日本宇宙航空環境医学会
- 日本医学放射線学会
- 日本宇宙生物科学会
- 神奈川歯科大学学会
- 米国歯科放射線学会

## 著書
- 『骨の構造改革』　（砂書房、2002年）ISBN 9784901894012
- 『先生、歯のＸ線検査ってだいじょうぶ？』　（砂書房、2002年）　閑野政則との共著 ISBN 9784915818943
- （共編著）『新歯科放射線学』　（医学情報社、2008年）　土持眞・金田隆共編 ISBN 9784903553153